# Muziej archieołogii i etnografii (Ufa)
Muziej archieołogii i etnografii (ros. Музей археологии и этнографии) – muzeum w Ufie w Rosji, otwarte w 1976 roku, zajmujące się archeologią i etnografią narodów południowego Uralu.

## Historia
Założycielem Instytutu Badań Etnologicznych Rosyjskiej Akademii Nauk, które zarządza muzeum, był historyk i etnograf Rail Gumierowicz Kuziejew (jego imieniem nazwano później tenże instytut). Z jego inicjatywy przeprowadzono liczne badania etnograficzne i archeologiczne w Baszkortostanie, co przyczyniło się do utworzenia muzeum w 1976 roku. Instytucja formowała się w latach 1976–1980 i początkowo mieściła się przy ul. Aksakowa 7. 10 października 2007 muzeum otwarto w nowej siedzibie. 
Muzeum zajmuje się pozyskiwaniem, opracowaniem i udostępnianiem zbiorów archeologicznych i etnograficznych, ma za zadanie popularyzować wiedzę o nowych odkryciach archeologicznych oraz badaniach w zakresie historii i kultury południowego Uralu. W latach 2000–2001 muzeum we współpracy z Ermitażem zorganizowało wystawy w Metropolitan Museum of Art i Palazzo Reale w Genui dotyczące kultury scytyjskiej i sarmackiej.

## Budynek
Obecną siedzibą muzeum jest dom Ponosowej-Mołło przy ul. Karola Marksa 6. Budynek wzniesiono w 1900 roku według projektu K. A. Guskowa dla kupca Siemiona Manajewa; jest on uważany za pierwszy w Ufie budynek w stylu secesyjnym. Elena Ponosowa-Mollo kupiła go  na kredyt w 1910 roku. W 1919 roku budynek stał się siedzibą sztabu 25 Dywizji Strzeleckiej, która była dowodzona przez Wasilija Czapajewa. W kolejnych latach obiekt służył jako Centralna Biblioteka Naukowa, Muzeum Rewolucji Październikowej i Dom Naukowców (od 1951 roku). 
W miejscu dawnego ogrodu zimowego powstał pawilon służący do prezentacji zbiorów archeologicznych.

## Zbiory
Muzeum zgromadziło ponad 100 kolekcji obejmujących zbiory m.in. z epok paleolitu, brązu i wczesnej epoki żelaza oraz kultury nomadów z okresu średniowiecza. Ekspozycje stałe podzielono na cztery grupy tematyczne, dotyczące: archeologii południowego Uralu (pośrodku sali znajduje się szkielet mamuta chazarskiego), kultury baszkirskiej (z czasów XIX–XX wieku, z odtworzoną jurtą), ludów Baszkirii (ubiory oraz życie codzienne) i złota Sarmatów (w największej sali znajduje 26 złotych figur jeleni z kurhanów w Filipowce z IV w. p.n.e., w następnej sali zaprezentowano złote i srebrne naczynia z Filipowki, natomiast w trzeciej sali znalazły się: broń, biżuteria i elementy rzędu końskiego).

## Galeria

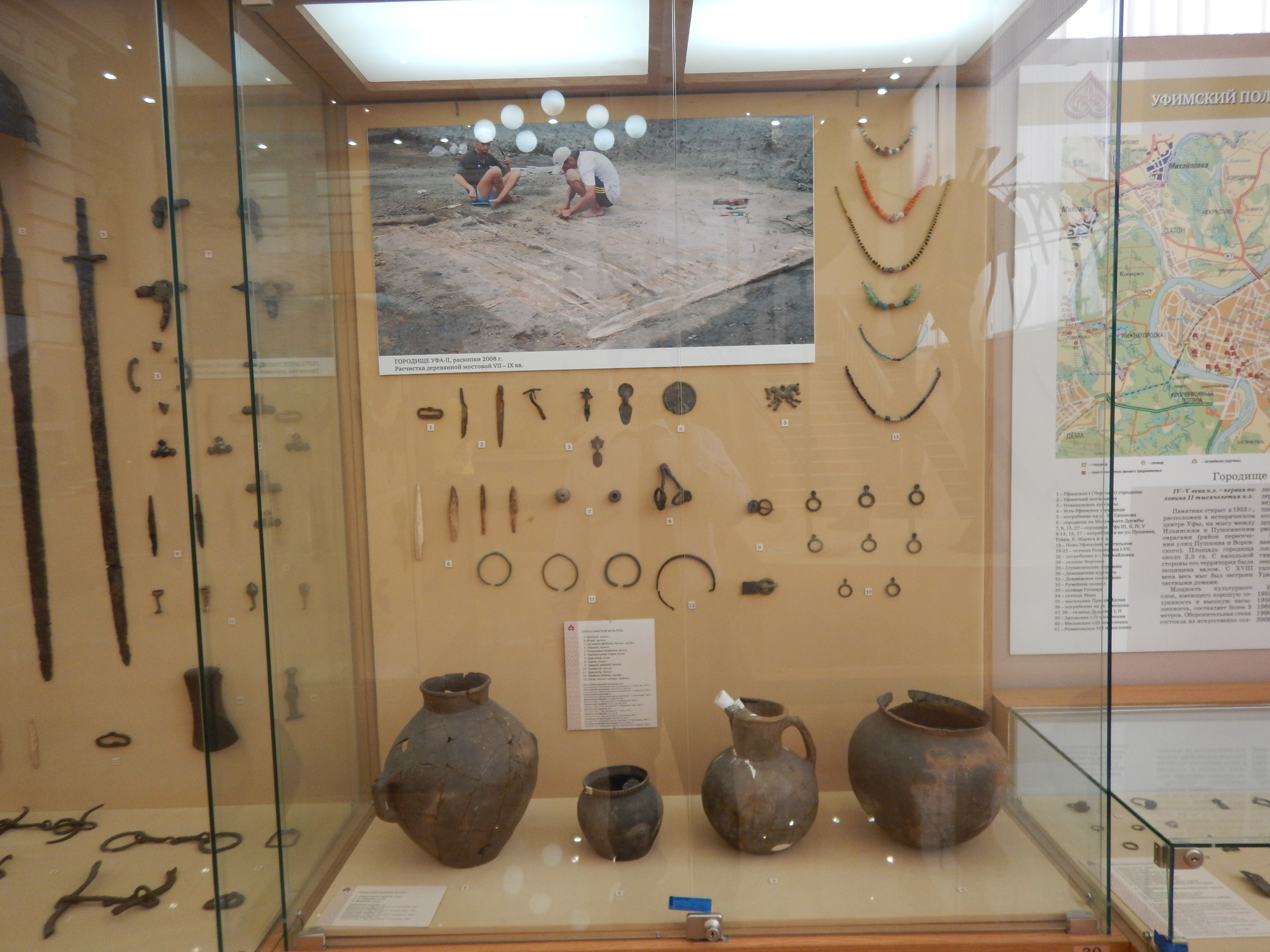
Wystawa archeologiczna
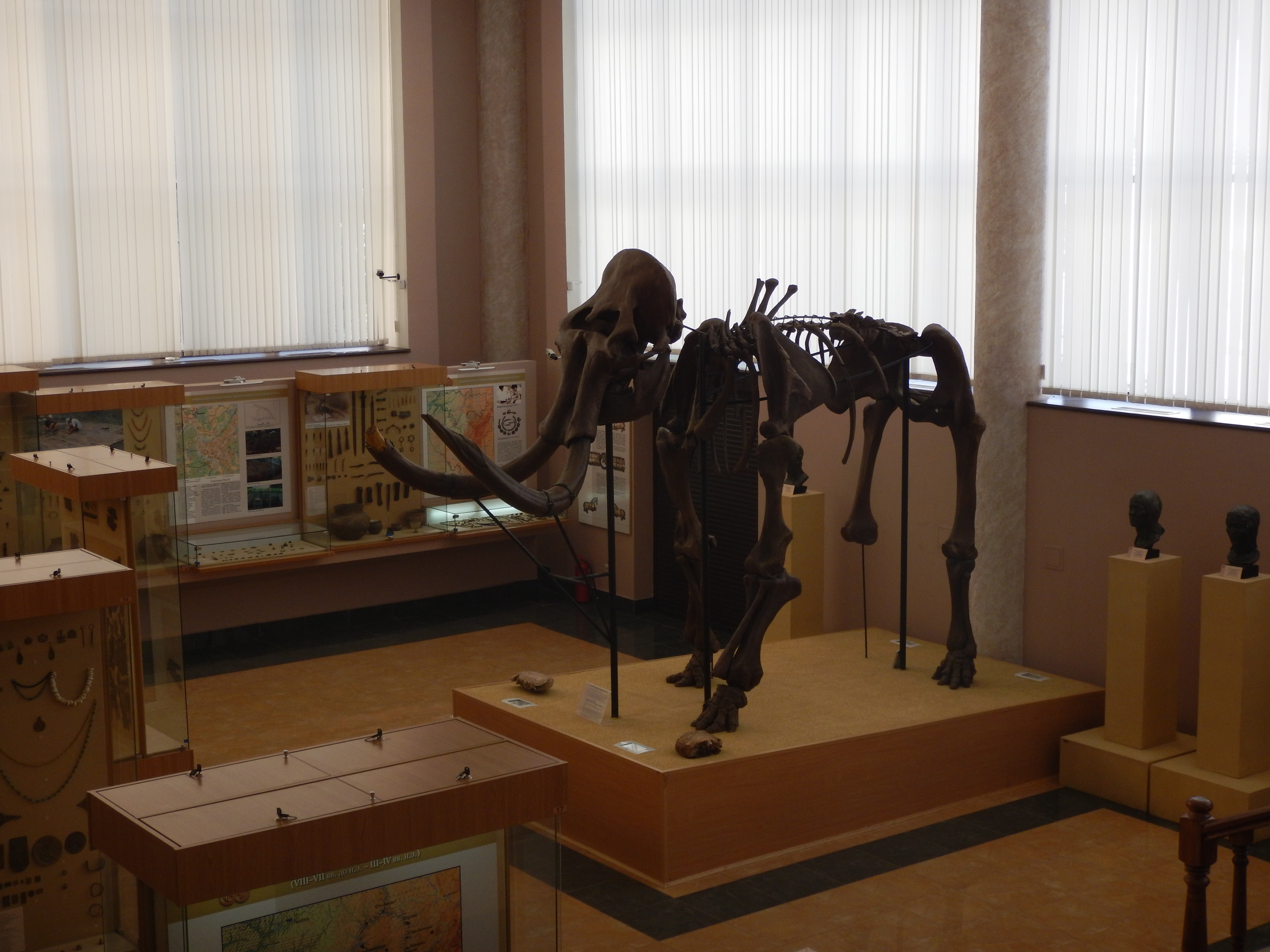
Szkielet mamuta w sali archeologicznej
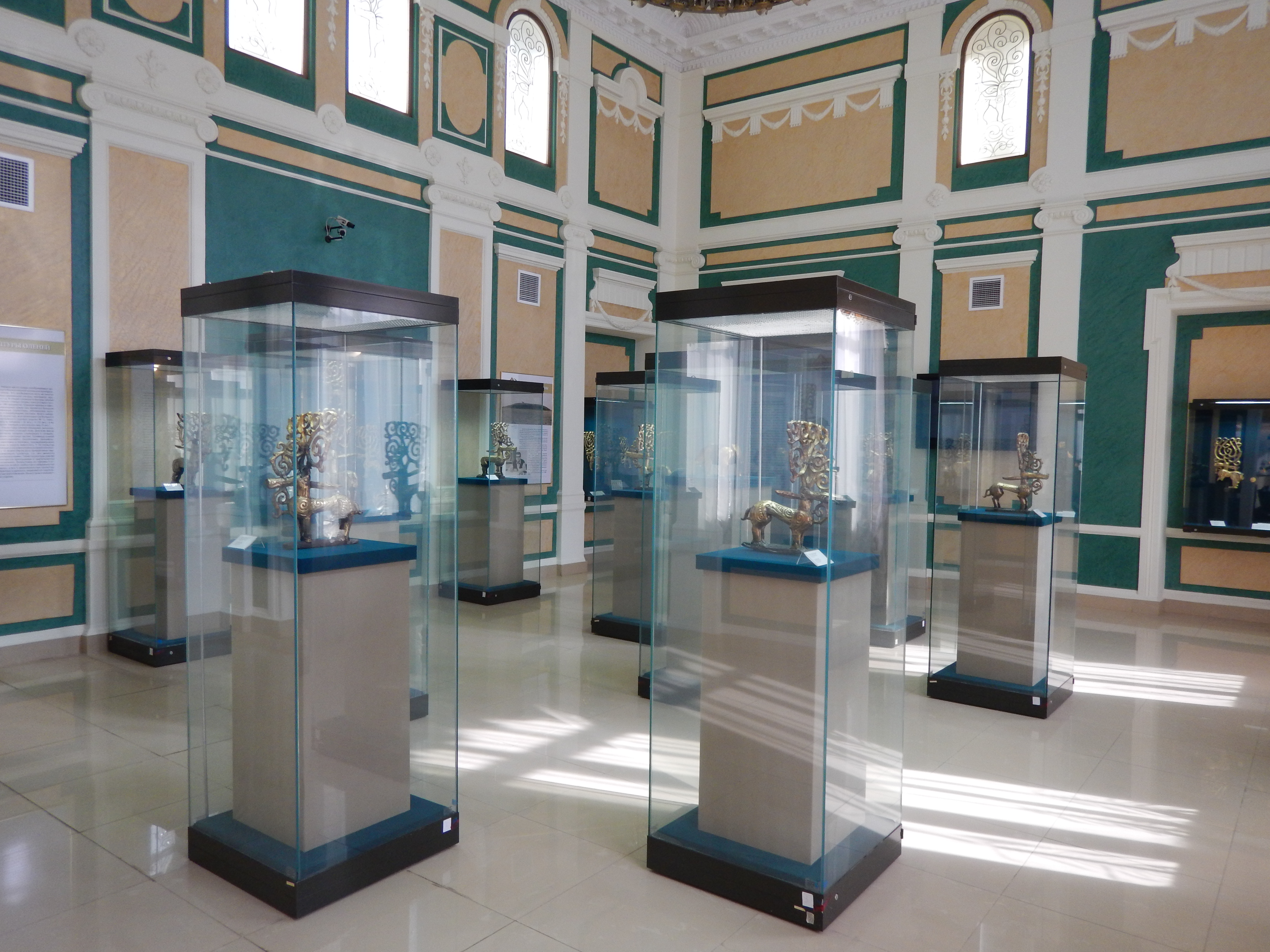
Wystawa złota Sarmatów
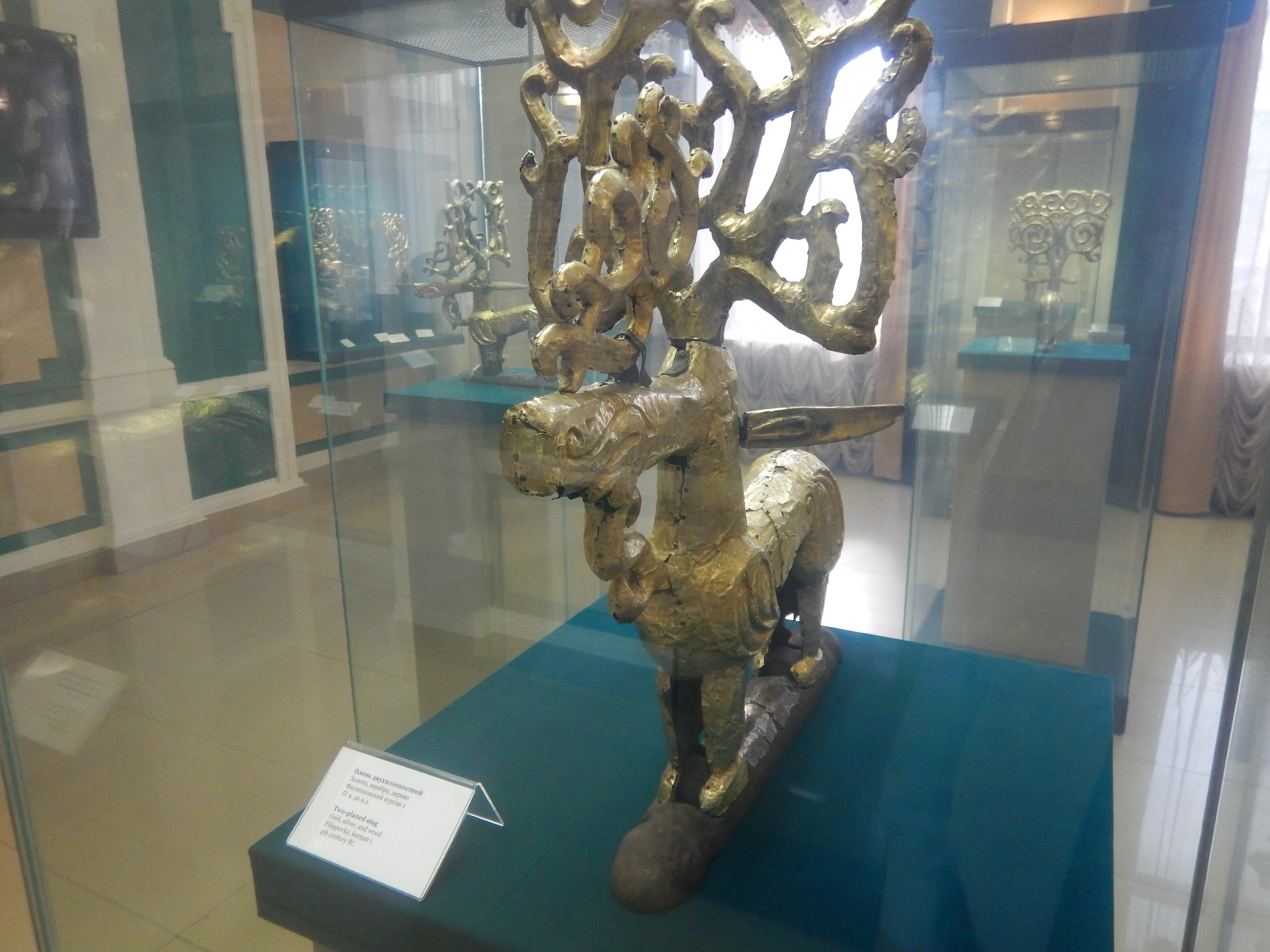
Złoty jeleń z kurhanu nr 1 w Filipowce
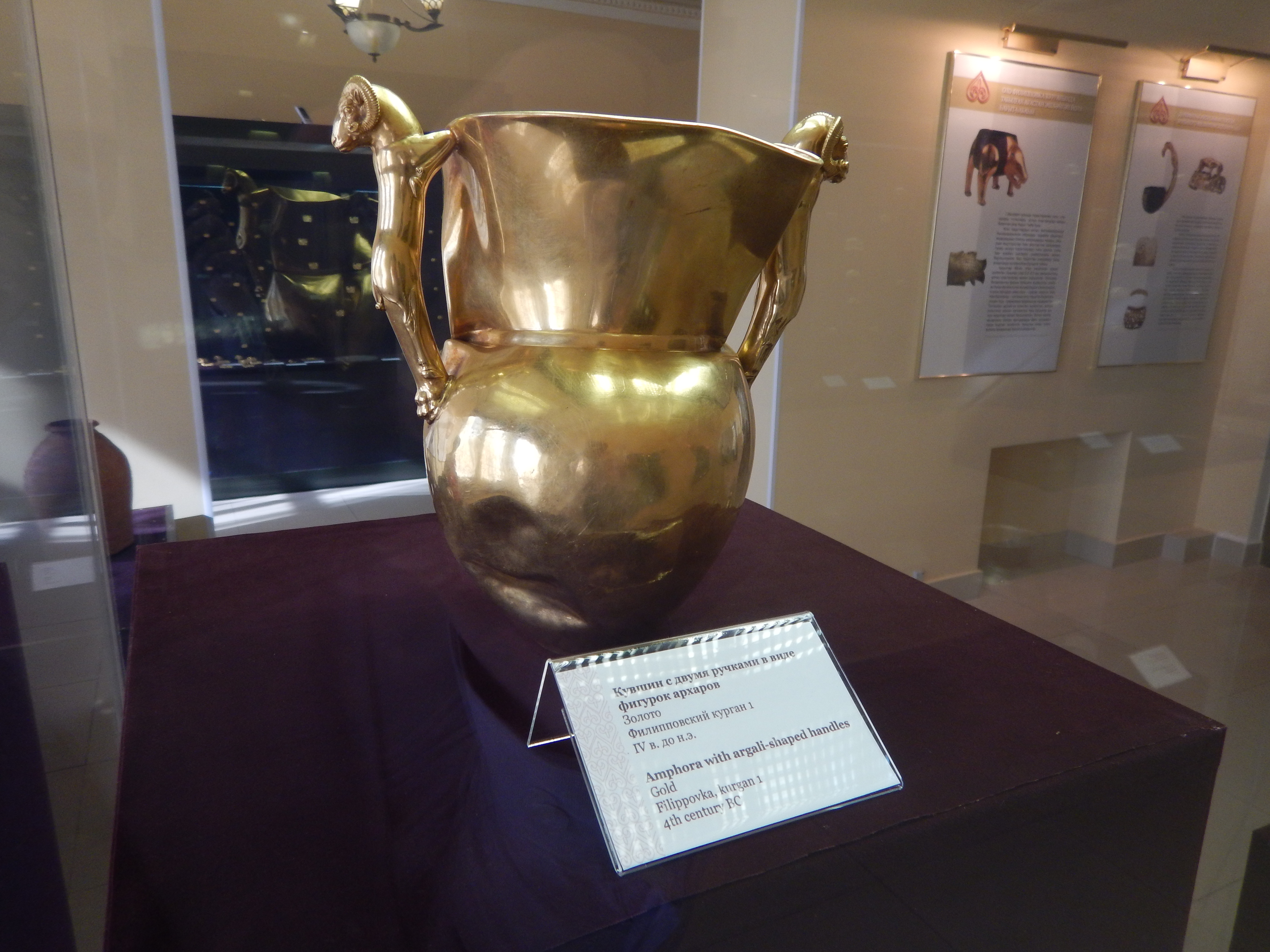
Złota amfora z kurhanu nr 1 w Filipowce
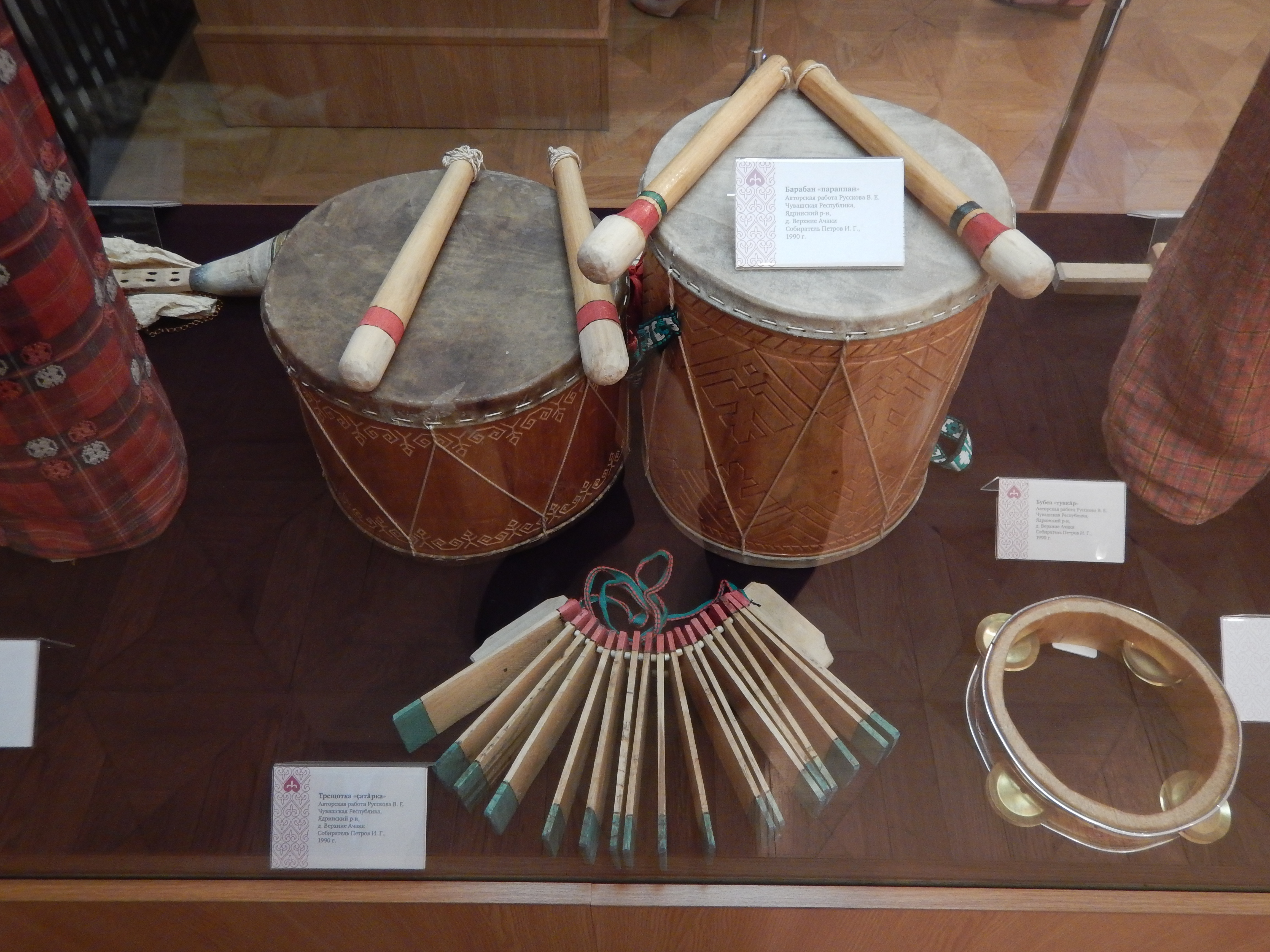
Instrumenty ludowe, m.in. bębny i grzechotka
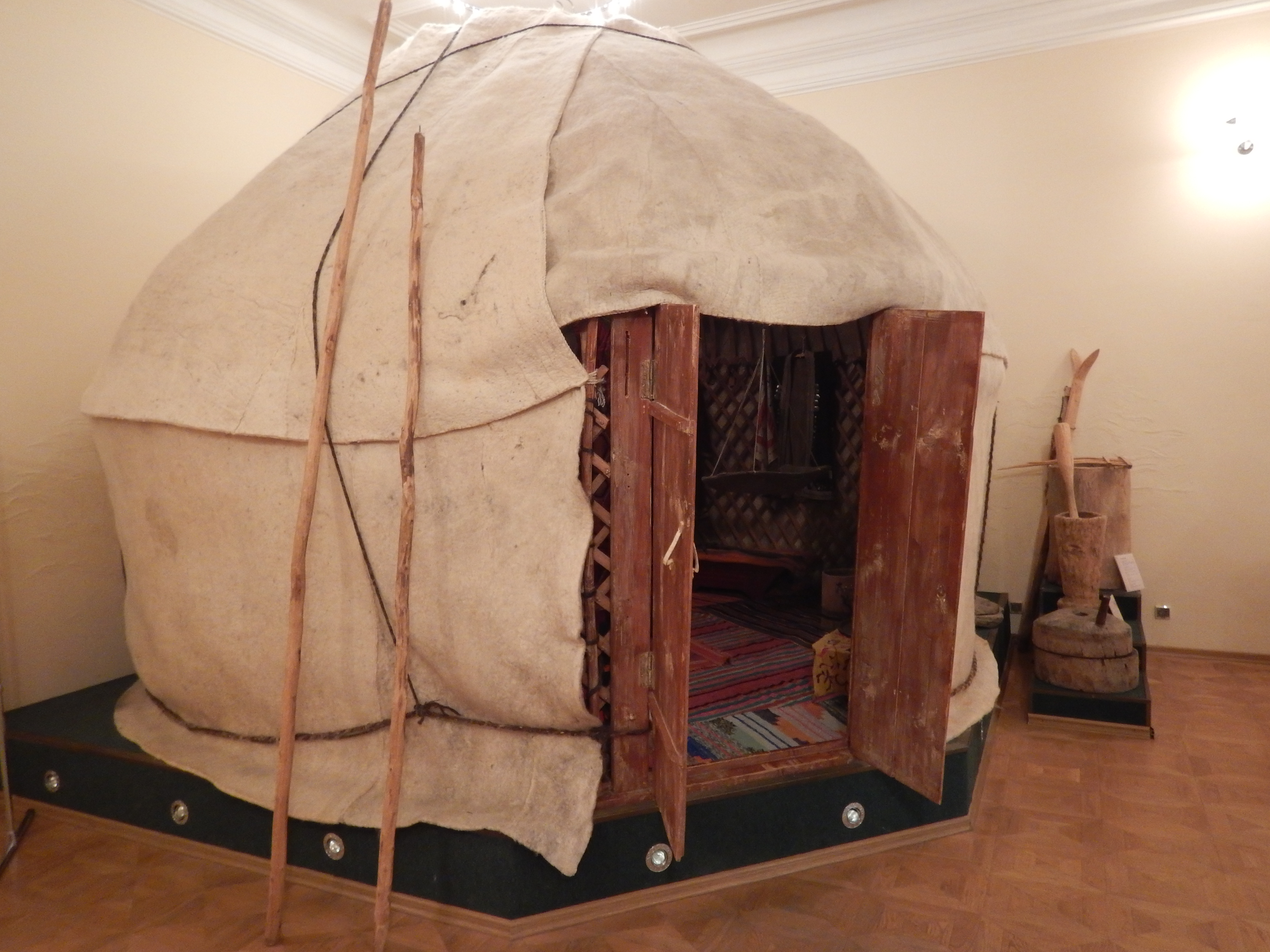
Jurta
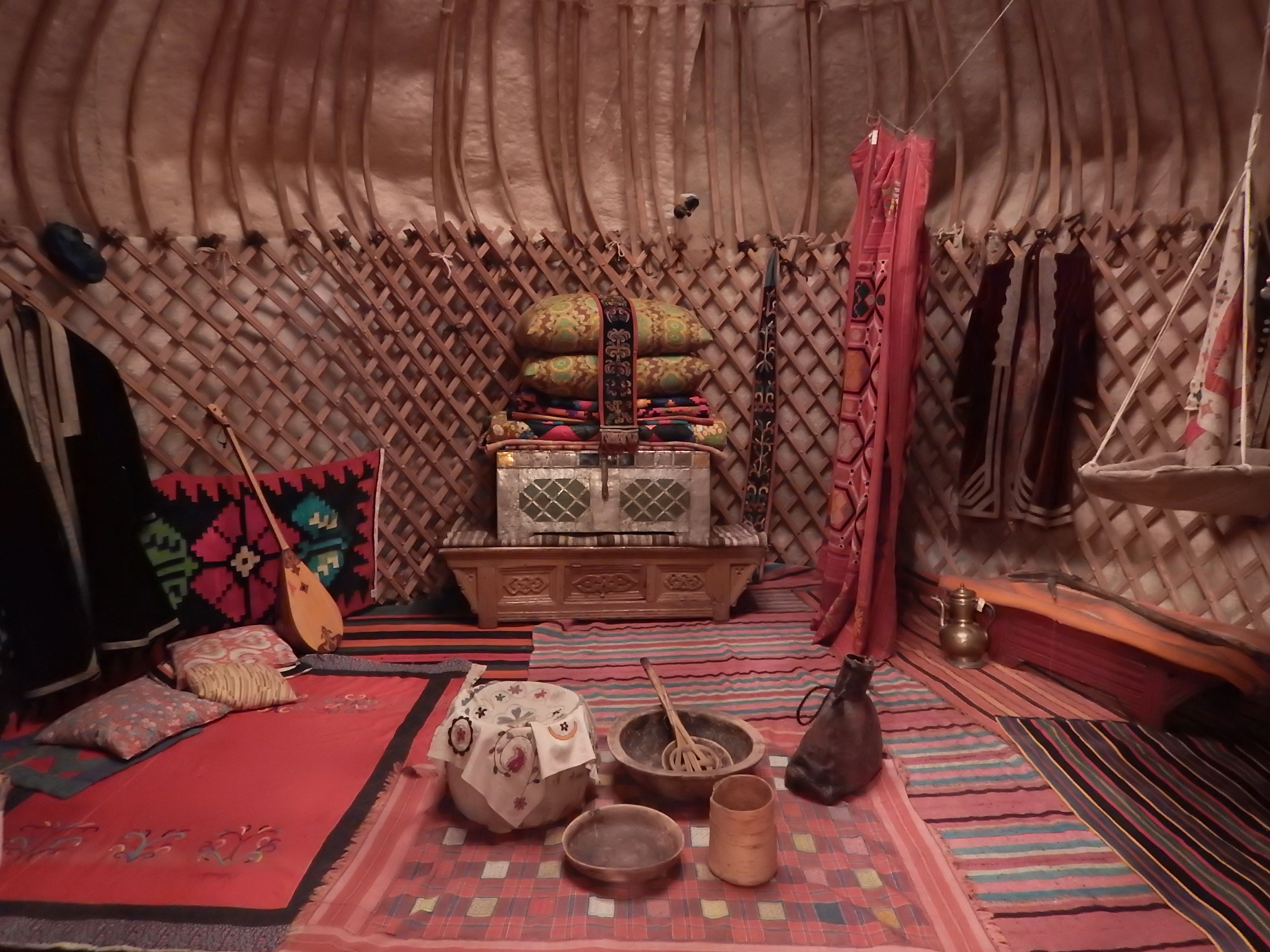
Wnętrze jurty